# Cine de Bosnia y Herzegovina
El cine de Bosnia y Herzegovina comprende el arte del cine y películas creativas realizadas dentro de la nación bosnia o por cineastas bosnios en el extranjero. Debido a que Bosnia y Herzegovina fue parte de Yugoslavia antes de su independencia en 1992, todas las películas de esa región fueron acreditadas como producciones yugoslavas, y no en sus respectivos países, con independencia de los productores o director.

## Historia
El cine en Bosnia como parte de Yugoslavia se remonta a la década de 1920 cuando se inició la producción de películas de cine mudo. Bosnia y Herzegovina es ahora hogar de algunos de los festivales de cine más importantes de los Balcanes y uno de los más grandes del sureste de Europa, el Festival de Cine de Sarajevo (SFF), establecido en 1995 durante el asedio de Sarajevo por Mirsad Purivatra, que todavía ejerce como presidente del festival. El festival ha contado con invitados como Steve Buscemi, Katrin Cartlidge, Bono, Nick Nolte, Michael Moore, Alexander Payne y muchos más. Otro festival, sin duda notable, es el anual Festival de Cine de Bosnia y Herzegovina (BHFF) establecido en 2003 y que tuvo lugar en TriBeCa, Nueva York. El objetivo del festival es promover películas de varios directores prometedores jóvenes en Bosnia y mostrar a la opinión pública estadounidense con la esperanza de obtener el reconocimiento.
Podría decirse que los dos directores bosnios más famosos y célebres son Danis Tanović, Jasmila Žbanić y Dino Mustafić, quien dirigió la No Man's Land, Grbavica y Remake, respectivamente. No Man's Land ganó el Óscar a la mejor película de habla no inglesa, entre otros 42 premios, mientras que Grbavica ganó el Oso de Oro en el Festival de Cine de Berlín 2006, entre otros premios, y Dino Mustafić y escritor Zlatko Topčić cuya película de 2003 Remake ganó una cantidad considerable de premios europeos e internacionales. El país tiene muchos cineastas respetados y de renombre internacional, entre ellos Stefan Arsenejević cuyo cortometraje de 2003 Atorzija fue nominado para el Óscar al mejor cortometraje en 2003.
Actualmente Bosnia cuenta con varios profesionales del cine premiados en todo el mundo, guionistas, realizadores y cineastas, entre los cuales se incluyen: Zlatko Topčić, Hajrudin Krvavac-Šiba, Mirza Idrizović, Aleksandar Jevđević, Ivica Matić, Ademir Kenović, Benjamin Filipović, Jasmin Dizdar, Dino Mustafić, Srđan Vuletić, Aida Begić y muchos más.

## Películas

### 1994-1999
| Año  | Título                              | Director                                  | Reparto                              | Género        | Notas |
| ---- | ----------------------------------- | ----------------------------------------- | ------------------------------------ | ------------- | ----- |
| 1994 | Bosna!                              | Alain Ferrari, Bernard-Henri Lévy         |                                      | Documental    |       |
| 1994 | Mizaldo, kraj teatra!               | Semezdin Mehmedinovic, Benjamin Filipovic | Bernard-Henri Lévy, Ismet Bajramovic | Mockumentary  |       |
| 1994 | Magareće godine                     | Nenad Dizdarević                          | Draško Trninić, Igor Bjelan          | Drama/comedia |       |
| 1994 | MGM Sarajevo: Čovjek, Bog, Monstrum | Ismet Arnautalić, Mirsad Idrizović        |                                      | Documental    |       |
| 1995 | Miracle in Bosnia                   | Dino Mustafić                             |                                      | Documental    |       |
| 1995 | The Fourth Part of the Brain        | Nenad Dizdarević                          |                                      | Documental    |       |
| 1997 | Das Jahr nach Dayton                | Nikolaus Geyrhalter                       |                                      | Documental    |       |
| 1997 | Neočekivana šetnja                  | François Bašić                            | Senad Bašić                          | Drama         |       |
| 1997 | Savršeni krug                       | Ademir Kenović                            | Mustafa Nadarević                    | Drama         |       |
| 1997 | Zivot u krugu                       | Goran Dujaković                           |                                      | Documental    |       |
| 1998 | Linije                              | Dejan Strika                              | Slobodan Perišić                     | Drama         |       |
| 1998 | Made in Sarajevo                    | Group of directors                        |                                      | Documental    |       |
| 1998 | Put na mjesec                       | Srđan Vuletić                             |                                      | Documental    |       |
| 1999 | Buđenje                             | Danis Tanović                             |                                      | Documental    |       |
| 1999 | Hop, Skip & Jump                    | Srđan Vuletić                             | Davor Janjić                         | Drama         |       |
| 1999 | Mejdan Simeuna Djaka                | Petar Zec                                 | Slobodan Ćustić                      | Drama         |       |
| 1999 | Prvo smrtno iskustvo                | Aida Begić                                | Senad Alihodžić                      | Drama         |       |

### Años 2000
| Año  | Título                                   | Director           | Reparto           | Género                                   | Notas |
| ---- | ---------------------------------------- | ------------------ | ----------------- | ---------------------------------------- | --- |
| 2000 | Ljudi sa deponije                        |                    |                   |                                          | TV |
| 2000 | Mlijecni put                             | Faruk Sokolović    |                   | Comedia dramática                        | |
| 2000 | Moj mrtvi grad                           |                    |                   |                                          | TV |
| 2000 | Tunel                                    |                    |                   |                                          | |
| 2001 | No Man's Land                            | Danis Tanovic      |                   | Comedia dramática, Comedia negra, Bélico | Óscar a la mejor película de habla no inglesa, 2002 Globo de oro a la mejor película de habla no inglesa, 2001 Mejor guion, Festival de Cine de Cannes, 2001 |
| 2001 | His Highness the Wheel                   |                    |                   |                                          | TV |
| 2001 | Hotel Hidajet                            |                    |                   |                                          | |
| 2001 | List                                     |                    |                   |                                          | |
| 2001 | Sugar-Free                               |                    |                   |                                          | |
| 2001 | Zivot od Milutina                        |                    |                   |                                          | |
| 2001 | Znak                                     |                    |                   |                                          | |
| 2002 | Adio Kerida                              |                    |                   | Documental                               | |
| 2002 | Survived 'n Lived Through One More Day   |                    |                   |                                          | Opst'o i ost'o jedan dan |
| 2003 | Discovery: Sarajevo                      |                    |                   |                                          | |
| 2003 | Remake                                   | Dino Mustafić      |                   | Drama histórico, Bélico                  | Participó en el Festival Internacional de Cine de Róterdam                                                                                                   |
| 2003 | Gori vatra                               |                    |                   | Comedia dramática                        | |
| 2003 | Images from the Corner                   |                    |                   |                                          | |
| 2003 | Ljeto u zlatnoj dolini                   |                    |                   |                                          | |
| 2003 | A Normal Life                            |                    |                   |                                          | |
| 2003 | Racconto di guerra                       |                    |                   |                                          | |
| 2003 | Recke                                    |                    |                   |                                          | |
| 2003 | North Went Mad                           |                    |                   |                                          | Sjever je poludio |
| 2004 | Crna hronika                             |                    |                   |                                          | |
| 2004 | Ispred prve linije                       |                    |                   |                                          | |
| 2004 | Days and Hours                           |                    |                   | Drama                                    | |
| 2004 | Neka se ovaj film zove po meni           |                    |                   |                                          | |
| 2004 | Sasvim licno                             |                    |                   | Documental                               | |
| 2004 | À propos de Sarajevo                     |                    |                   | Drama                                    | |
| 2005 | Na put Bosne                             | Sabina Vajraca     |                   | Documental                               | |
| 2005 | Dobro ustimani mrtvaci                   |                    |                   |                                          | |
| 2005 | Go West                                  |                    |                   | Comedia dramática                        | coproducción croata |
| 2005 | Heroji za jedan dan                      |                    |                   |                                          | |
| 2005 | Ljubav na granici                        |                    |                   |                                          | |
| 2005 | Lost and Found                           |                    |                   |                                          | |
| 2005 | Prva plata                               |                    |                   |                                          | |
| 2005 | Ram za sliku moje domovine               |                    |                   |                                          | |
| 2005 | Zivi i mrtvi                             |                    |                   |                                          | |
| 2006 | Brod ludaka                              |                    |                   |                                          | |
| 2006 | Duhovi Sarajeva                          |                    |                   |                                          | |
| 2006 | Kako smo se igrali                       |                    |                   |                                          | |
| 2006 | Karaula                                  |                    |                   |                                          | |
| 2006 | Mama i tata                              |                    |                   |                                          | |
| 2006 | Nafaka                                   |                    |                   |                                          | |
| 2006 | Nebo iznad krajolika                     |                    |                   |                                          | |
| 2006 | Nikdy nebylo líp                         |                    |                   |                                          | |
| 2006 | Sve dzaba                                |                    |                   |                                          | |
| 2006 | Transfiguration in Trebinje, Herzegovina |                    |                   |                                          | TV |
| 2006 | U zmajevom gnijezdu                      |                    |                   |                                          | |
| 2007 | Armin                                    |                    |                   |                                          | |
| 2007 | Grbavica                                 | Jasmila Zbanic     |                   | Drama, Bélico                            | coproducción alemana, austríaca, serbia y francesa Oso de oro, mejor película en el Festival de Cine de Berlín, 2006                                         |
| 2007 | Balkanski sindrom                        |                    |                   |                                          | |
| 2007 | In the Name of the Son                   | Harun Mehmedinović | Sergej Trifunović | Drama, Suspenso                          | |
| 2007 | The Hunting Party                        |                    |                   |                                          | |
| 2007 | On Wednesdays                            |                    |                   |                                          | Srijedom |
| 2007 | It’s Hard to be Nice                     |                    |                   | Drama                                    | |
| 2008 | Snijeg                                   |                    |                   | Drama                                    | |

### Años 2010
| Año  | Título                  | Director       | Reparto | Género     | Notas                                                          |
| ---- | ----------------------- | -------------- | ------- | ---------- | -------------------------------------------------------------- |
| 2010 | En el camino            | Jasmila Žbanić |         | Drama      | Participó en el 60.º Festival Internacional de Berlín          |
| 2010 | Sevdah                  | Marina Andree  |         | Drama      |                                                                |
| 2010 | As If I Am Not There    | Juanita Wilson |         | Drama      | Participó en el Festival Internacional de Cine de Toronto      |
| 2010 | Cirkus Columbia         | Danis Tanović  |         | Drama      | Participó en el Festival Internacional de Cine de Toronto      |
| 2010 | Wrath of Lilith         |                |         |            |                                                                |
| 2010 | The Abandoned           | Adis Bakrač    |         | Drama      | Participó en el Festival Internacional de Cine de Karlovy Vary |
| 2011 | A Cell Phone Movie      | Nedžad Begović |         | Documental |                                                                |
| 2013 | La mujer del chatarrero | Danis Tanović  |         | Drama      | Participó en el 63.º Festival Internacional de Berlín          |